# ブルネイとタイの関係
 ブルネイとタイの関係（英語: Brunei–Thailand relations、マレー語: Hubungan Brunei-Thailand）においては、二国間での外交関係が築かれている。ブルネイは大使館をバンコクに、タイは大使館をバンダルスリブガワンに、それぞれ設置している。両国の関係は、緊密でありまた友好的である。

## 歴史
二国間の関係は、1984年に確立して以来続いている。2012年、ブルネイのハサナル・ボルキア国王がタイを公式訪問する一方で、タイのインラック・シナワット首相は同年、ボルキア国王の娘であるハッジャ・ハーフィザ・スルルル・ボルキア王女 (Hajah Hafizah Sururul Bolkiah) のロイヤル・ウェディングに出席した。

## 経済関係
両国間の農業、エネルギー、教育およびハラル食品の各部門で協力している。タイは現在、ブルネイの石油・天然ガス部門での投資と、再生可能エネルギーのジョイント・プロジェクトの発展を求めている
。農業分野での協力、労働、二重課税の回避、反人身売買の点で、了解覚書が交わされている
。タイは、ブルネイにおけるコメの備蓄の主要な供給者であり、ブルネイのコメの備蓄の95%は、タイからのものである。その他にも、ブルネイはタイからコメの生産技術の習得を求めている。2011年、ブルネイはタイにとって第9位の貿易相手国で、貿易額は2億6,300万米ドルに達している。タイの主要な輸出品目は、コメ、セメント、陶器、ゴム製品、紙とパルプである一方、ブルネイからの輸入品は、主に鉄と鋼鉄である。